# Briarcliffe Acres
Briarcliffe Acres és una població dels Estats Units a l'estat de Carolina del Sud. Segons el cens del 2000 tenia 470 habitants.

## Demografia
Segons el cens del 2000, Briarcliffe Acres tenia 470 habitants, 200 habitatges i 145 famílies. La densitat de població era de 279,2 habitants/km².
Dels 200 habitatges en un 24% hi vivien nens de menys de 18 anys, en un 67% hi vivien parelles casades, en un 4% dones solteres, i en un 27,5% no eren unitats familiars. En el 21,5% dels habitatges hi vivien persones soles el 13,5% de les quals corresponia a persones de 65 anys o més que vivien soles. El nombre mitjà de persones vivint en cada habitatge era de 2,35 i el nombre mitjà de persones que vivien en cada família era de 2,74.
Per edats la població es repartia de la següent manera: un 19,8% tenia menys de 18 anys, un 3,2% entre 18 i 24, un 17,2% entre 25 i 44, un 35,5% de 45 a 60 i un 24,3% 65 anys o més.
L'edat mediana era de 51 anys. Per cada 100 dones de 18 o més anys hi havia 89,4 homes.
La renda mediana per habitatge era de 82.437$ i la renda mediana per família de 100.000$. Els homes tenien una renda mediana de 100.000$ mentre que les dones 29.688$. La renda per capita de la població era de 52.871$. Cap de les famílies i l'1,9% de la població estaven per davall del llindar de pobresa.

## Poblacions més properes
El següent diagrama mostra les poblacions més properes.